# Austin Gunn
Austin Sopp (nascido em 26 de agosto de 1994)  é um lutador profissional conhecido pelo nome de Austin Gunn. Ele está atualmente assinado com a All Elite Wrestling (AEW). Gunn é um lutador profissional de segunda geração, pois é filho do lutador profissional Billy Gunn.

## Carreira na luta profissional

### Ring of Honor (2019)
Em junho de 2019, Gunn confirmou que havia assinado um contrato com a Ring of Honor (ROH). Ele fez sua estréia na ROH em 26 de agosto de 2019 em uma dark match como parte do Torneio Top Prospect, derrotando Brian Johnson nas quartas de final e Dante Caballero nas semifinais. Em 28 de setembro de 2019, Gunn foi derrotado por Dak Draper nas finais do Torneio Top Prospect.

### All Elite Wrestling (2020-presente)
Em 9 de janeiro de 2020, foi anunciado que Gunn havia assinado oficialmente com a All Elite Wrestling .
Em 14 de janeiro de 2020, Gunn fez sua estreia no AEW em uma luta de tag team no AEW Dark  se unindo a seu pai Billy Gunn como The Gunn Club derrotando o time de Peter Avalon e Shawn Spears . Gunn sofreu uma lesão de PCL rasgada durante a luta.

## Vida pessoal
Sopp nasceu em 26 de agosto de 1994 em Orlando, Flórida. Ele é filho do lutador profissional Billy Gunn . Sopp frequentou o Rollins College em Winter Park, Flórida, de 2013 a 2017, ele se formou em educação primária.